# Samsung Galaxy S7
Samsung Galaxy S7 (SM-G930, SM-G935) — смартфон седьмого поколения линейки Galaxy S, анонсированный компанией Samsung Electronics 21 февраля 2016 года на MWC в Барселоне.
Модель отличается 12-мегапиксельной основной камерой, модуль которой с апертурой f1.7, системой «умной» оптической стабилизации, поддержкой режима Real-Time HDR, наличием улучшенного сканера отпечатка пальца и датчика пульса. Также Samsung Galaxy S7 получил пыле- и влагозащиту по стандарту IP68, следовательно, смартфон может находиться не более 30 минут на глубине не более 1 м.
Проведённый эксперимент показал, что пользоваться смартфоном мокрыми пальцами и при дожде можно без проблем, однако при погружении в воду тачскрин не отвечает, хотя сам смартфон всё ещё работает. Удавалось сделать несколько снимков с помощью клавиш регулирования звука.

## Технические данные

### Аппаратное обеспечение
Смартфон обладает 64-битным восьмиядерным процессором Exynos 8890, выполненным по 14 нм процессу. В качестве графического процессора установлен Mali-T880MP12. Для некоторых рынков компания также выпустила устройства на чипсете Snapdragon 820 в паре с графическим процессором Adreno 530.
Оперативная память составляет 4 ГБ, тип LPDDR4. Аппарат выпускается в версиях с 32, 64 или 128 ГБ постоянной встроенной памяти (из них 8 ГБ заняты операционной системой и предустановленными приложениями). В отличие от Galaxy S6, появился слот карт microSD до 200 ГБ, который, в свою очередь, может быть и слотом для второй SIM-карты (только для моделей Duos, где такая возможность предусмотрена- к примеру, модель 930F не поддерживает вторую сим-карту, а модель 930FD — поддерживает). Емкость аккумулятора Galaxy S7 составляет 3000 мАч, Galaxy S7 Edge — 3600 мАч. Обе модели поддерживают беспроводную зарядку.
В гаджетах используется дисплей, выполненный по технологии Super AMOLED с разрешением WQHD (1440x2560 пикселей). Дисплей смартфона обладает показателем плотности пикселей 576 ppi (пикселей на дюйм).

### Программное обеспечение
Телефон был выпущен с установленной операционной системой Android 6.0.1. В ноябре 2020 года смартфон получил обновление до операционной системы Android 10 с интерфейсом One UI 2.5
На официальной презентации не было объявлено о функции смартфона, позволяющей использовать его как переносную точку доступа к беспроводной сети. Позже об этом после всестороннего тестирования флагмана сообщили представители итальянского сообщества HDBlog. По их словам, новинки S-серии могут превратиться в мобильный роутер, способный раздавать Wi-Fi другим устройствам. Для этого необходимо включить функцию Enable Wi-Fi Sharing в настройках беспроводного подключения смартфона.

### Восприятие
Galaxy S7 получила в целом положительные отзывы с критиками, восхваляющими возвращение слота для карт Micro SD и водонепроницаемость, хотя некоторые чувствовали, что устройство слишком похоже на предыдущую Galaxy S6. Тем не менее, Galaxy S7 также получил отрицательные отзывы, например, Samsung удалила ИК-бластер Galaxy S6, приложения для музыки и видеоплееров были заменены эквивалентами Google Play, использование «устаревшего» порта USB для зарядки Micro USB, и, наконец, разрешение камеры уменьшилось до 12 миллионов пикселей против 16-ти в Galaxy S6.
Версия Exynos быстрее, чем версия Qualcomm Snapdragon при многозадачности, где есть четкая разница, поскольку в версии Qualcomm не удается сохранить столько приложений в фоновом режиме и требуется больше времени для переключения между приложениями. Тем не менее, версия Snapdragon работает лучше в графически интенсивных приложениях и играх.
iFixit дал S7 оценку соответствия 3 из 10, отметив чрезмерное использование клеящих и стеклянных панелей, а также то, что практически невозможно обслуживать определённые компоненты устройства (например, дочернюю плату и другие компоненты) без удаления экрана, который не предназначен для удаления, и что «замена стекла без разрушения дисплея, вероятно, невозможна».

## Награды
Спустя месяц после официального анонса, Samsung Galaxy S7 по версии Consumer Reports был признан лучшим смартфоном мира. Высокую оценку дали отличному времени автономной работы, прекрасному дисплею, камере и мощному процессору. Кроме того, Consumer Reports отметили появление microSD и защиту от пыли и влаги.

## Известные проблемы
На момент выпуска — видео, записанное с высокой частотой кадров, заикалось, и проблемы возникли как у моделей Exynos, так и Snapdragon. В следующем обновлении прошивки утверждается, что исправлено «мерцание воспроизведения видео после записи».
У некоторых устройств S7 Edge есть неустранимая вертикальная розовая линия на дисплее, которая кажется случайной. Samsung предлагает бесплатный ремонт/замену для пользователей в Бельгии/Нидерландах/ Люксембурге (в том числе ограниченных) по гарантии, поскольку экран не имеет внешних повреждений.
Чрезвычайно сложно починить повреждённый экран: если это произойдёт с Galaxy S7, потребуется отклеивать панель AMOLED.

## В популярной культуре
Samsung Galaxy S7 Edge появлялся в клипе на совместную песню Егора Крида и Тимати "Где ты, где я".